# Кончаки
Конча́ки — село в Україні, у Фастівському районі Київської області. Входить до складу Томашівської сільської громади. Населення становить 74 осіб.

## Населення

### Мова
Розподіл населення за рідною мовою за даними перепису 2001 року:
| Мова       | Кількість | Відсоток |
| ---------- | --------- | -------- |
| українська | 70        | 94.59%   |
| російська  | 3         | 4.06%    |
| білоруська | 1         | 1.35%    |
| Усього     | 74        | 100%     |